# 2-Hydrazinoethanol
2-Hydrazinoethanol (IUPAC) ist eine chemische Verbindung aus der Gruppe der Hydrazinderivate.

## Gewinnung und Darstellung
2-Hydrazinoethanol kann durch Alkylierung von Hydrazin mit 2-Chlorethanol oder durch den Raschig-Prozess gewonnen werden.

## Eigenschaften
2-Hydrazinoethanol ist eine brennbare, schwer entzündbare, viskose, farblose Flüssigkeit, die mischbar mit Wasser ist.

## Verwendung
2-Hydrazinoethanol wird als Zwischenprodukt zur Herstellung anderer chemischer Verbindungen, als Pflanzenwachstumsregulator und zum Auslösen der Blütenbildung von Ananas verwendet. Es wird auch als Treibstoff für die Raumfahrt untersucht.

## Sicherheitshinweise
Die Dämpfe von 2-Hydrazinoethanol können mit Luft ein explosionsfähiges Gemisch (Flammpunkt 77 °C) bilden.